# Прекрасная мельничиха (фильм, 1955)
«Прекрасная мельничиха» (итал. La bella mugnaia) — комедия 1955 года режиссёра Марио Камерини с участием Витторио Де Сики, Софи Лорен и Марчелло Мастроянни. Историческая комедия, вторая экранизация пьесы «Треугольная шляпа» испанского автора Педро Антонио де Аларкона. Первая экранизация этого же произведения — «Треугольная шляпа» была осуществлена двумя десятилетиями ранее (в 1935 году) этим же режиссёром Марио Камерини, но тогда, во время фашистской диктатуры фильм был сокращён по настоянию Бенито Муссолини, в данном же случае режиссёр вставил в фильм те «крамольные» сцены, которые подверглись цензуре при режиме дуче.

## Сюжет
Действие фильма развивается в Неаполе XVII века, во времена оккупации Южной Италии испанцами. Мельник Лука (Марчелло Мастроянни) ввязывается в народное восстание и попадает под стражу. 
Испанский генерал-губернатор Дон Теофило (Витторио Де Сика), известный бабник, давно положивший глаз на прелестную жену Луки Кармелу (Софи Лорен), решает воспользоваться ситуацией, предложив красавице освобождение Луки из тюрьмы на недвусмысленных условиях удовлетворения своих желаний. 
В то время как Кармела, подпоив дона Теофило и усыпив его, бежит в тюрьму к Луке, тот в свою очередь уже совершил побег и несётся сломя голову домой, ослеплённый ревностью. 
Примчавшись домой, Лука застаёт в своей постели спящего губернатора и в пылу ревности принимает решение отомстить, а именно — соблазнить и обесчестить жену генерал-губернатора Долорес (Ивонн Сансон). Проснувшийся дон Теофило читает оставленное ему сообщение Луки, где он излагает свои намерения мести и тоже бежит в свой замок, дабы предотвратить последствия.

## В ролях
- Витторио Де Сика — дон Теофило
- Марчелло Мастроянни — Лука, мельник
- Софи Лорен — Кармела, его жена
- Вирджилио Риенто — Сальваторе
- Эльза Ваццолер — Кончеттина
- Паоло Стоппа — Гардунио
- Ивонн Сансон — донна Долорес
- Марио Пассанте — капитан жандармов
- Карло Спозито — Паскуалино
- Витторио Браски — Николетто
- Карло Пизакане — эпизод (в титрах не значится)
- Джанкарло Кобелли — дон Лука (в титрах не значится)

## Премьеры
- Италия — 27 октября 1955 года.
- ФРГ — 31 января 1956 года.
- Швеция — 14 февраля 1957 года.
- США — 11 июня 1957 года.